# Amico Agnifilo della Rocca
Amico Agnifilo della Rocca (født 1398 i Rocca di Mezzo i Abruzzo i Italien, død 9. november 1476 i Aguila – i dag L'Aquila) var en af den katolske kirkes kardinaler. Han var biskop af Aguila.
Han blev kreeret til kardinal af pave Pave Paul 2. i september 1467. 